# Gabonrupsvogel
De gabonrupsvogel (Lobotos oriolinus; synoniem: Campephaga oreolina) is een zangvogel uit de familie Campephagidae (rupsvogels).

## Verspreiding en leefgebied
Deze soort komt voor van zuidelijk Kameroen tot het zuidwesten van de Centraal-Afrikaanse Republiek, noordwestelijk Congo-Kinshasa en Gabon. Ook zijn er populaties in het zuidoosten van Nigeria en het oosten van Congo-Kinshasa.

## Status
Er is erg weinig bekend over deze soort die wordt omschreven als schaars tot zeer zeldzaam. Op de Rode lijst van de IUCN heeft deze soort daarom de status onzeker.